# Friedensvertrag zwischen Israel und den Vereinigten Arabischen Emiraten

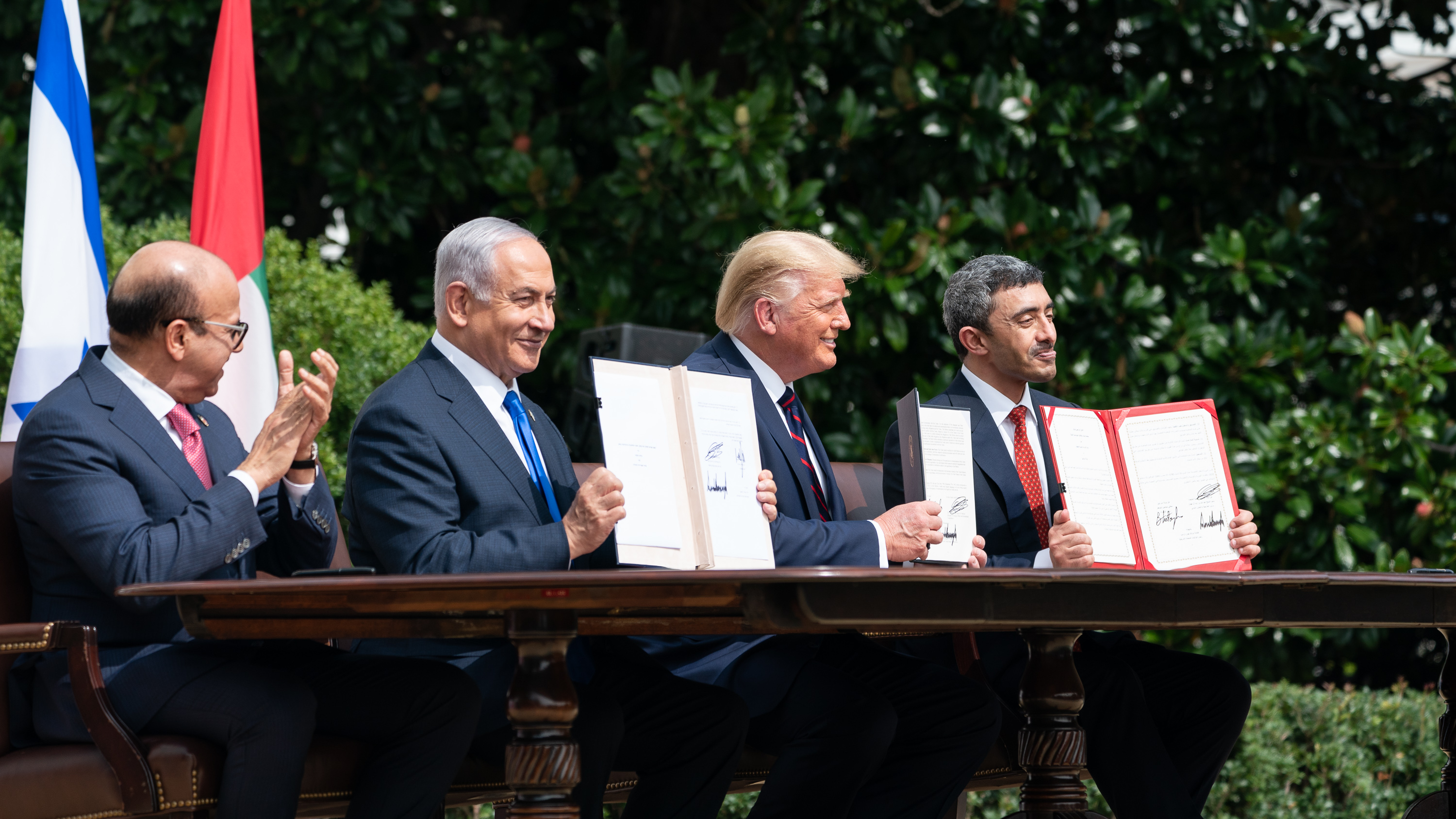
Der Friedensvertrag zwischen Israel und den Vereinigten Arabischen Emiraten wurde am 15. September 2020 vor dem Weißen Haus in Washington unterzeichnet.

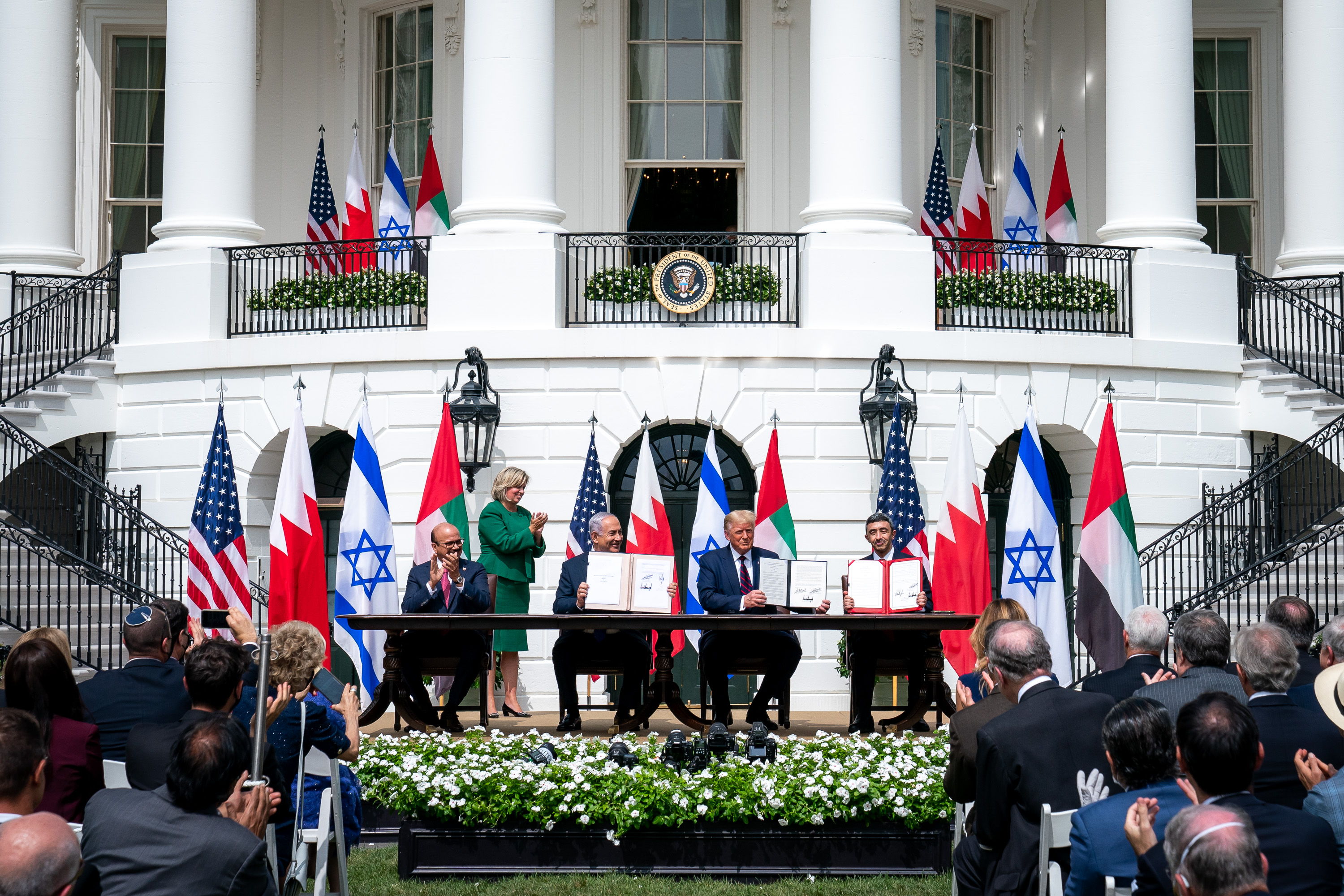
Vor dem Weißen Haus mit dem Vertrag: Trump, Netanjahu, Nahjan und al-Sajani.

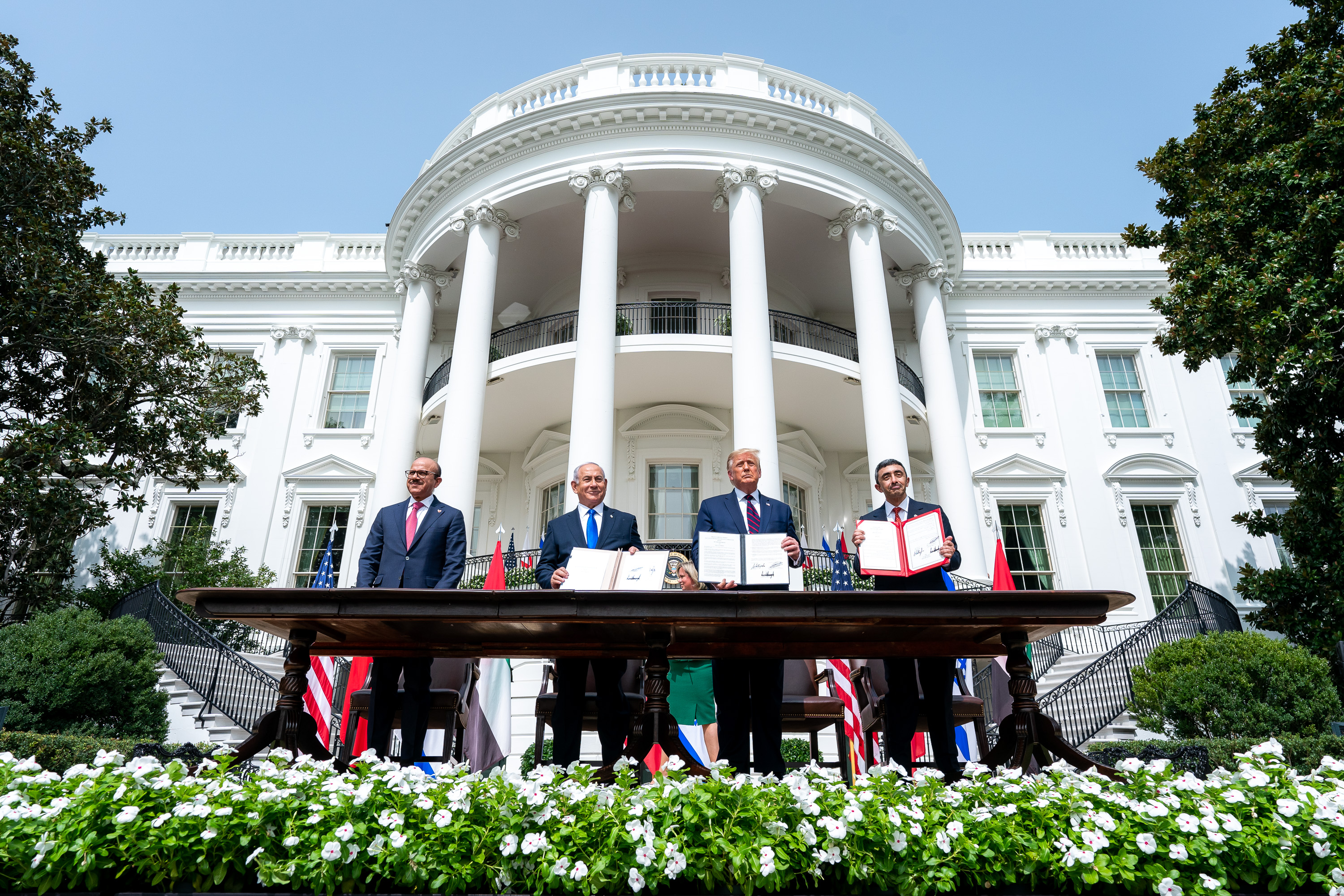
Vor dem Weißen Haus mit dem Vertrag: Trump, Netanjahu, Nahjan und al-Sajani.

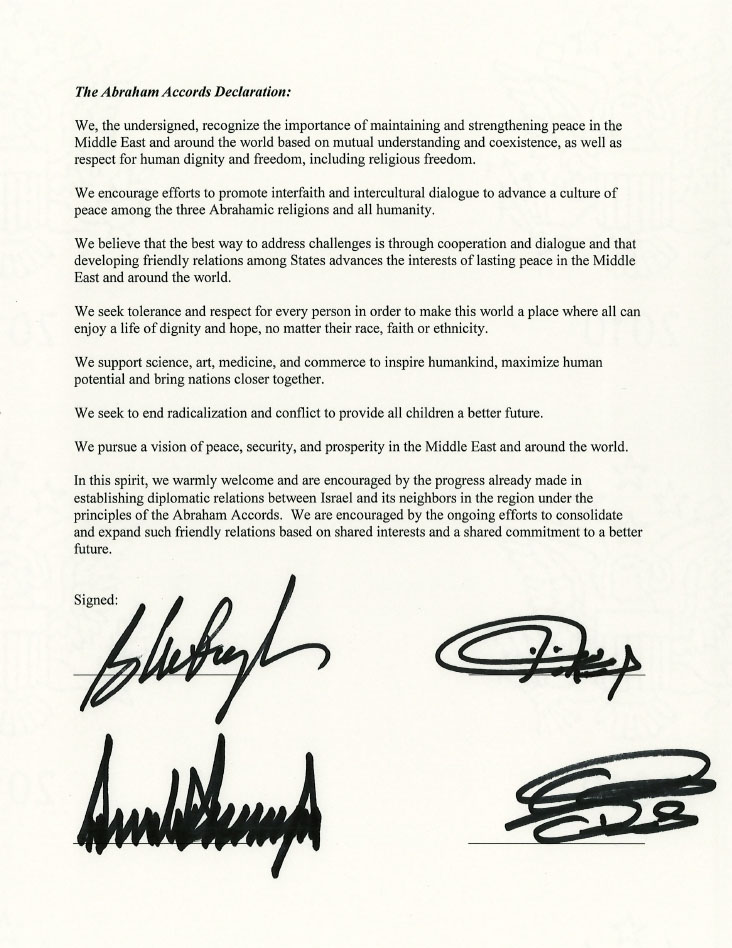
Wortlaut des Abkommens

Der „Vertrag des Friedens, der diplomatischen Beziehungen und der vollständigen Normalisierung zwischen den Vereinigten Arabischen Emiraten und dem Staat Israel“, (auch Abraham Accords Declaration) wurde am 15. September 2020 vor dem Amts- und Regierungssitz des Präsidenten der Vereinigten Staaten, dem Weißen Haus, vom israelischen Ministerpräsidenten Benjamin Netanjahu und dem Außenminister der Vereinigten Arabischen Emirate, Abdullah bin Zayid Al Nahyan, unterzeichnet. Zeitgleich unterzeichneten der Außenminister von Bahrain, Abdullatif bin Raschid al-Sajani und der israelische Ministerpräsident den Friedensvertrag zwischen Israel und Bahrain.

## Unterzeichnung
Netanjahu erklärte bei der Unterzeichnung des Abkommens:

„Sie haben den historischen Frieden, den wir heute unterzeichnen, erfolgreich vermittelt, einen Frieden, der in Israel, im Nahen Osten, in Amerika – in der Tat auf der ganzen Welt – breite Unterstützung findet… allen Kindern Abrahams Hoffnung bringen wird.“

Abdullah bin Sajid Al Nahjan äußerte anlässlich der Unterzeichnung:

„Ich stehe heute hier, um eine Hand zum Frieden auszustrecken und eine Hand zum Frieden zu erhalten. In unserem Glauben sagen wir: Oh Gott, du bist Frieden und von dir kommt Frieden. Die Suche nach Frieden ist ein angeborenes Prinzip, doch Prinzipien werden effektiv verwirklicht, wenn sie in Maßnahmen umgesetzt werden… Wir erleben bereits heute einen Wandel im Herzen des Nahen Ostens, der weltweit Hoffnung schenken wird… Wir erleben heute einen neuen Trend, der einen besseren Weg für den Nahen Osten schaffen wird…“

Eine Delegation aus den VAE traf am 20. Oktober 2020 zu einem historischen Besuch in Israel ein, um an der Unterzeichnung von vier Abkommen über Investitionen, wissenschaftliche Zusammenarbeit, Zivilluftfahrt und Visumbefreiungen im Rahmen des Abraham-Abkommens teilzunehmen. Die Zeremonie erfolgte in Anwesenheit des israelischen Premierministers Netanjahu, des US-Finanzministers Steven Mnuchin, des Finanzministers der VAE Obaid Al Tayer, des Wirtschaftsministers der VAE Abdullah bin Touq Al Marri, des US-Sonderbeauftragten Awrahm Berkowitz und dem US-Botschafter in Israel David Friedman am Flughafen Ben Gurion. Danach nahmen die Parteien an mehreren Sitzungen teil.

## Ratifizierung
Israels Parlament, die Knesset, stimmte am 15. Oktober 2020 dem Normalisierungsabkommen zu. 80 Abgeordnete stimmten mit Ja, während 13 mit Nein stimmten. Alle Nein-Stimmen stammten aus der Vereinten Liste, die die Interessen der arabischen Israelis vertritt. Der Ministerpräsidenten Netanjahu erklärte noch vor der Abstimmung zur Ratifizierung des Abkommens, seine Außenpolitik habe den Diskurs über den Frieden im Nahen Osten verändert und Israel näher an die arabischen Golfstaaten herangeführt:

„Die neue Ordnung besagt, dass man nicht auf die Palästinenser warten muss, um Frieden zu schließen. Dieses Abkommen bringt die arabischen und muslimischen Länder näher an uns heran, die eine geschlossene Front gegen den Iran gebildet haben.“

Ofir Sofer vom rechts-religiösen israelischen Parteienbündnis Jamina, das von 2019 bis Anfang 2021 eine Fraktion in der Knesset stellte, sagte in einer Rede vor dem Plenum des Parlaments, das Abkommen schaffe eine neue Achse mit einem arabisch-muslimischen Staat, die den israelisch-arabischen Konflikt umgehe und von wirtschaftlicher und strategischer Bedeutung sei.

## Hintergrund

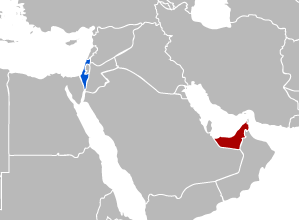
Lageplan: Israel (blau) und VAE (rot)

### Feindschaft der Vereinigten Arabischen Emirate gegenüber Israel
Nach der Unabhängigkeitserklärung des Staates Israel im Jahre 1948 erklärte die Arabische Liga Israel zu ihrem Feind. Daraufhin griffen mehrere arabische Nachbarstaaten Israel an. Israel blieb für sie der Feind, auch nachdem die direkten Kampfhandlungen des Palästinakriegs beendet waren. Nach der Unabhängigkeitserklärung der VAE im Jahre 1971 bezeichnete auch der damalige Präsident Zayid bin Sultan Al Nahyan Israel als „den Feind“.
Michael Sussman, Autor des Buches  Variety of Multiple Modernities: New Research Design, begründet dies auf Arutz Sheva (dem der religiös-zionistischen Sprachrohr der jüdischen Siedler in den besetzten palästinischen Gebieten) mit dem arabischen موازنة / Muwāzana (abgeleitet von وَزَنَ / wazana / ‚abwägen‘), der Notwendigkeit dem Status der Nachbarn zu entsprechen. Es sei das Konzept des Gleichgewichts, das Gleichgewicht mit anderen arabischen Stämmen oder Nationen aufrechtzuerhalten. Muwāzana stamme demnach aus der Zeit vor dem Aufkommen des Islam, als die Araber noch als Nomaden mit ihren Kamelen durch die Wüste zogen. Dieses Konzept des Gleichgewichts leitet sich aus dem nomadischen „Weg der Wüste“ ab, als es für Stämme üblich war, um knappe Ressourcen, einschließlich Wasser, zu kämpfen. Das Sprichwort der Beduinen lautete: „Ich bin gegen meinen Bruder; mein Bruder und ich sind gegen meinen Cousin; Mein Cousin und ich sind gegen den Fremden. “

### Juden in den Vereinigten Arabischen Emiraten

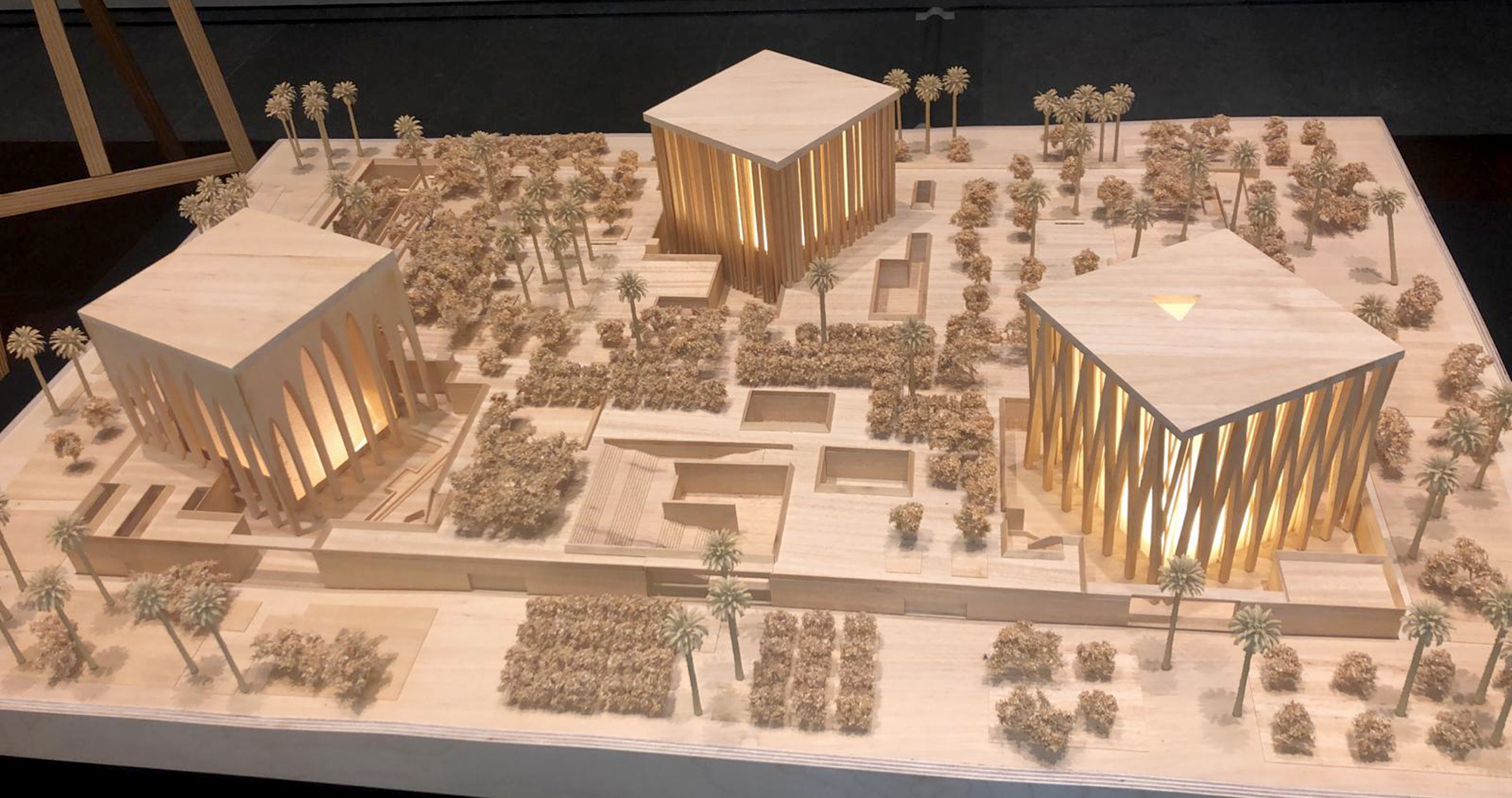
„Haus der Abrahamitischen Familie“

Etwa 3000 Juden leben in den beiden Emiraten Abu Dhabi und Dubai (Stand 2020). Die meisten Juden wohnen in Dubai, wo 2008 und 2019 zwei Synagogen erbaut wurden. 2019 erkannte die Regierung der VAE die Anwesenheit einer jüdischen Gemeinde im Land an. Nach der Unterzeichnung des Normalisierungsabkommens sollen die VAE die Juden aus dem Jemen aufnehmen, wo seit 2004 Bürgerkrieg herrscht (Stand August 2020).
Das American Jewish Committee (AJC) teilte mit, ein Büro in den VAE zu eröffnen. Die Planung für ein AJC-Büro in den VAE – dem ersten in der arabischen Welt – lief seit 2019. Die Anti-Defamation League (ADL) und der Jewish Council of the Emirates (JCE) kündigten Pläne an, die Zusammenarbeit zu vertiefen. Rabbi Yehuda Sarna, Oberrabbiner der JCE, teilte mit: „Unsere lebendige Gemeinde, die erste neue jüdische Gemeinde, die seit Jahrhunderten auf arabischem Boden gegründet wurde, bereitet sich darauf vor, nach dem Meilenstein des Abraham-Abkommens um ein Vielfaches zu wachsen … [und] … in den nächsten drei Jahren verzehnfachen wird…” Sharon Nazarian, Senior Vice President für internationale Angelegenheiten bei ADL, erklärte: „ADL setzt sich für das Wohlergehen jüdischer Gemeinden auf der ganzen Welt ein und freut sich darauf, in den kommenden Monaten mit dem JCE zusammenzuarbeiten”.
Am 16. Februar 2023 wurde auf der Insel Saadiyat in Abu Dhabi das „Haus der Abrahamitischen Familie“ (Abrahamic Family House) eröffnet. Es soll ein Zentrum des Dialogs zwischen den Abrahamitischen Religionen sein und umfasst eine jüdische Synagoge, eine christliche Kirche, eine islamische Moschee und gemeinsam zu nutzende Konferenzräume.

### Militärische Zusammenarbeit
Seit dem 2. Golfkrieg 1990 kam es zunächst zu strategischen Beziehungen mit den USA, die nach den Terroranschlägen am 11. September 2001 einen Militärflugplatz in Al Dhafra, 32 km südlich von Abu Dhabi errichteten.
2012 kontaktierte der VAE-Botschafter in den USA, Yousef Al Otaiba, den ehemaligen israelischen Brigadegeneral Uzi Rubin, der als „Vater des Iron Dome“ gilt und das israelische Raketenabwehrsystem Iron Dome von 1991 bis 1999 leitete. Gegenstand der Verhandlungen war das Interesse der Emirate am Kauf des israelischen Raketenabwehrsystems zur Verteidigung gegen den Iran.
Im August 2016 nahmen Piloten der Luftwaffe der VAE und der Israels an einer gemeinsamen Übung mit Piloten aus Pakistan und Spanien in den USA, in Nevada teil. 2017 nahmen die israelische Luftwaffe und die VAE an der gemeinsamen Übung Iniohos 2017 mit den USA, Italien und Griechenland in Griechenland teil.
Im Juli 2018 traf eine Delegation aus den VAE in Israel ein. Zusammen mit der US-Delegation diskutierten sie auf einem trilateralen Treffen die Möglichkeit, F-35-Kampfflugzeuge zu erwerben. Nach der Unterzeichnung des Normalisierungsabkommens sollen diese an die VAE geschickt werden. Die Behörden der VAE hatten nach einem Bericht von Walla News das geplante Treffen am 21. August 2020 mit israelischen und US-amerikanischen Botschaftern bei den Vereinten Nationen in New York abgesagt. Grund waren Unsicherheiten, ob die Geheimklausel zur Aufhebung des Waffenembargos an die VAE im Normalisierungsabkommen enthalten sei. Die VAE wollten F-35-Jäger von den USA erwerben. Das abgesagte Treffen wurde organisiert von der US-Botschafterin bei der UNO Kelly Craft, dem israelischen Botschafter bei der UNO Gilad Erdan, und der Botschafterin der VAE Lana Zaki Nusseibeh.
Als im August 2019 die Spannungen mit dem Iran zunahmen, gab der israelische Außenminister eine öffentliche Erklärung zur militärischen Zusammenarbeit mit den VAE ab. Die VAE unterstützten die von Saudi-Arabien geführte und von den USA gesponserte Opposition gegen das Iranische Atomprogramm und gegen den Iran.

### COVID-19-Forschung
Die ersten Hinweise für eine Normalisierung der Beziehungen zwischen Israel und den VAE waren zwei Direktflüge von Etihad Airlines, der nationalen Fluggesellschaft der VAE, zum Flughafen Ben Gurion während der Coronavirus-Krise. APEX National Investment mit Sitz in den VAE, und die israelische Terra Group haben am 16. August 2020 ein Partnerschaftsabkommen für COVID-19-Forschung unterzeichnet. Es ist das erste grenzüberschreitende Handelsabkommen zwischen zwei Unternehmen in beiden Ländern seit der Normalisierung der Beziehungen am 13. August 2020. Die israelische Terra Group sei „das erste Unternehmen, das Handel, Wirtschaft und effektive Partnerschaften zwischen den VAE und Israel eröffne“, erklärte Khalifa Yousef Khouri, Vorsitzender der APEX National Investment. Das grenzüberschreitende Handelsabkommen sei ein „strategischer Handelsvertrag“.
Am 17. August unterzeichneten das Abu Dhabi Stem Cells Center (ADSSC) und israelischen Kollegen ein Kooperationsabkommen zur COVID-19-Forschung. Am 25. August haben Israel und die VAE eine Kooperation im Bereich der Gesundheitsversorgung vereinbart. Nach der Normalisierung sollte auch der Studentenaustausch beginnen.

### Sport
Bereits Ende Oktober 2018 war Abu Dhabi Gastgeber des Judo-Turniers der Grand-Slam-Serie, an dem israelische Athleten teilnahmen – erstmals offiziell unter ihren nationalen Symbolen. Am 28. Oktober 2018 wurde der israelische Judoka Sagi Muki in Abu Dhabi Gewinner in der Kategorie bis zu 81 kg und erhielt eine Goldmedaille und die Nationalhymne Israels HaTikwa wurde zu seinen Ehren zum ersten Mal in der Geschichte im Abu Dhabi-Stadion aufgeführt. Die HaTikwa wurde vom Hallensprecher angekündigt mit den Worten: „Ladies and gentlemen, please rise for the national anthem of Israel.“ Miri Regev, Ministerin für Kultur und Sport, nahm an der Preisverleihung teil.

## Beschreibung

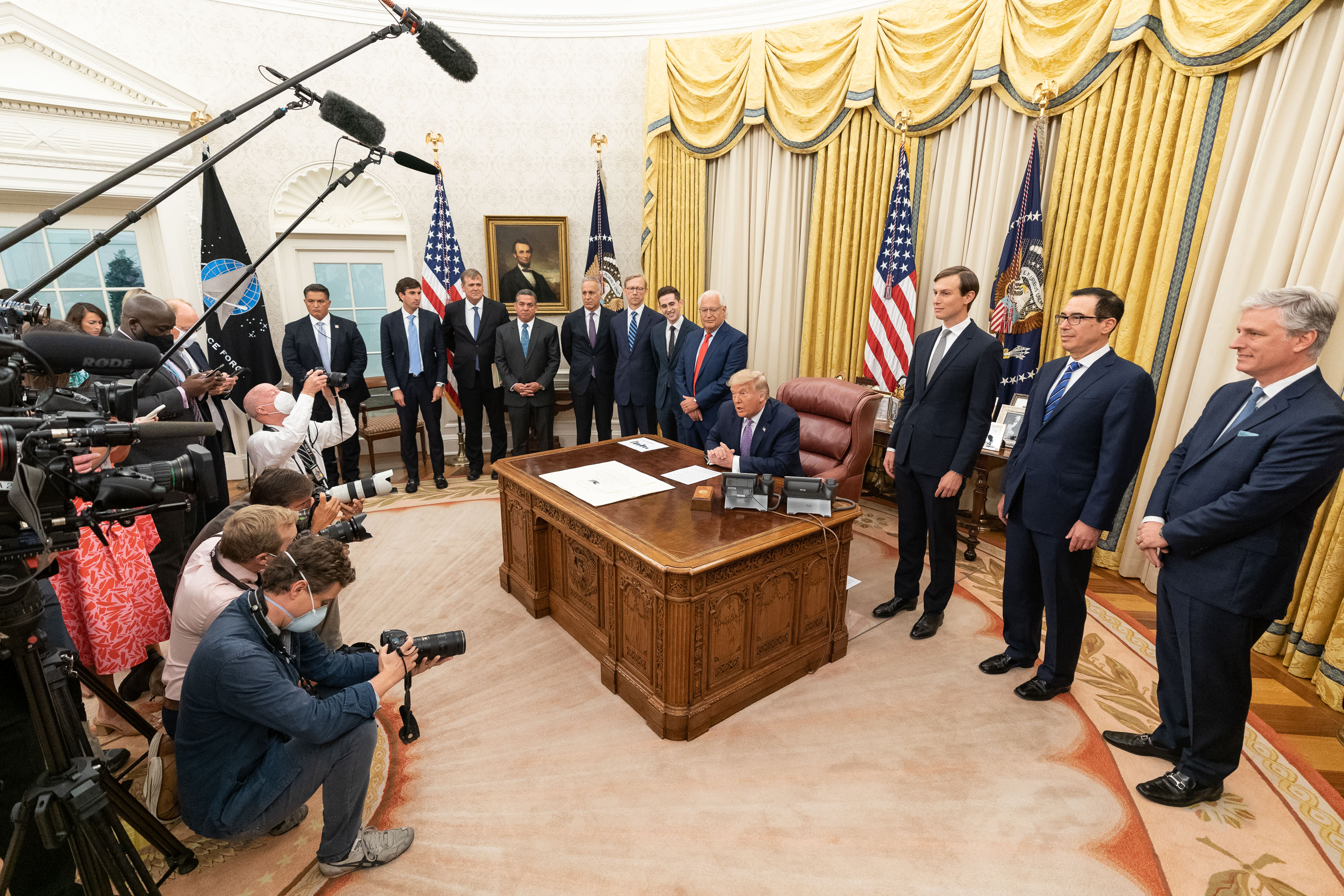
Robert O’Brein u. Jared Kushner (erster u. dritter von rechts) sowie Mike Pompeo u. Awrahm Berkowitz (fünfter u. sechster von rechts) bei der Ankündigung von Donald Trumps Abraham-Abkommen zwischen Israel und den VAE am 13. August 2020

Israel und die VAE kündigten am 13. August 2020 den Abschluss eines Abkommens zur Normalisierung der Beziehungen zwischen den beiden Ländern an. Die Anbahnung dieses Normalisierungsabkommens wurde von Trumps Schwiegersohn Jared Kushner, Awrahm Berkowitz, Mike Pompeo sowie Robert O’Brein vermittelt.
Bei der Normalisierung der Beziehungen zwischen Israel und den VAE halfen auch die Regierung von Ägypten sowie sunnitisch-arabische Nationen, vor allem die beiden Anrainerstaaten des Persischen Golfs wie das Königreich Bahrain und Oman.
Netanjahu bedankte sich deswegen auch bei den Regierungen von Ägypten, Oman und Bahrain: „Ich danke dem ägyptischen Präsidenten al-Sisi und den Regierungen von Oman und Bahrain für ihre Unterstützung des historischen Friedensvertrages zwischen Israel und den VAE, der den Kreis des Friedens erweitert und für die gesamte Region gut sein wird“
Der bevorstehende Abschluss dieses Vertrages, der als „Abraham-Abkommen“ bezeichnet wird, wurde jedoch erst am 13. August 2020 in einem Telefonat zwischen dem US-Präsidenten Trump, dem israelischen Premierminister Netanjahu und dem Präsident der VAE Muhammad bin Zayid Al Nahyan, öffentlich gemacht. Trump, Netanjahu und Zayid Al Nahyan äußerten in einer gemeinsamen Erklärung: „Dieser historische diplomatische Durchbruch wird den Frieden in der Nahostregion fördern und zeugt von der kühnen Diplomatie und Visionskraft der drei führenden Persönlichkeiten sowie vom Mut der VAE und Israels, einen neuen Weg einzuschlagen, der das große Potenzial in der Region freisetzen wird.“

## Inhalte
Anwar bin Mohammed Gargasch, Minister of State im Außenministerium der VAE, möchte direkte Zusammenarbeit in den Bereichen Tourismus, Sicherheit, Kommunikation, Technologie, Energie, Gesundheit, Kultur und Umwelt.

### Diplomatische Vertretungen
Der Inhalt des Abkommens umfasst die Einrichtung gegenseitiger Botschaften und den Austausch von Botschaftern zwischen den Ländern. Am 20. August 2020 verkündete Gargasch, dass die diplomatische Botschaft der VAE in Tel Aviv eröffnet wird. Seit dem 20. Oktober ist für dreimonatige Reisen kein Visum mehr erforderlich.

### Direktflüge

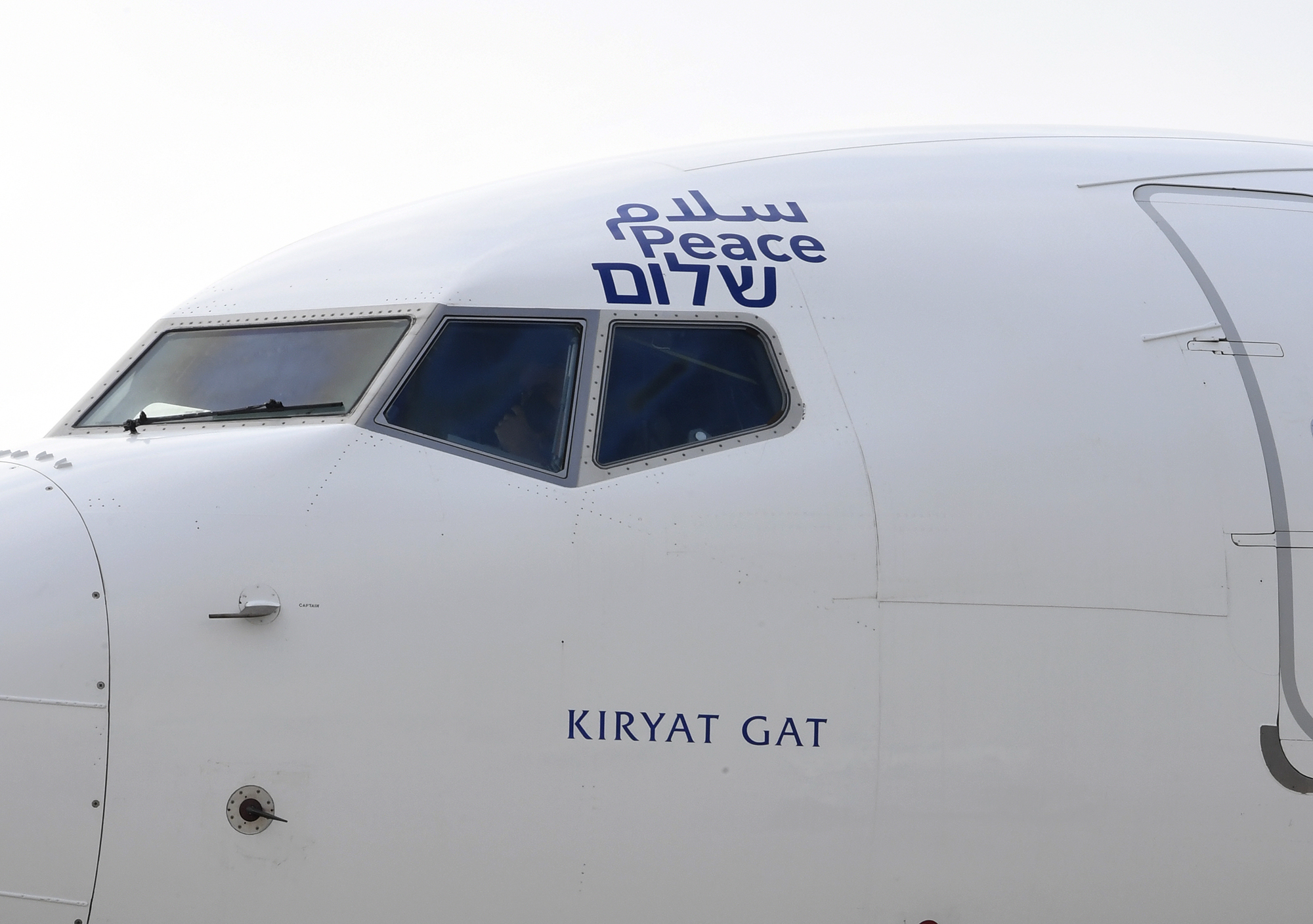
Auf der Boeing 737 der israelischen Fluggesellschaft EL AL wurde anlässlich eines Direktfluges von Tel Aviv nach Abu Dhabi am 31. August 2020 die Inschrift Salam, Peace, Shalom angebracht. Die drei Wörter bedeuten „Frieden“ jeweils auf Arabisch, Englisch und Hebräisch.

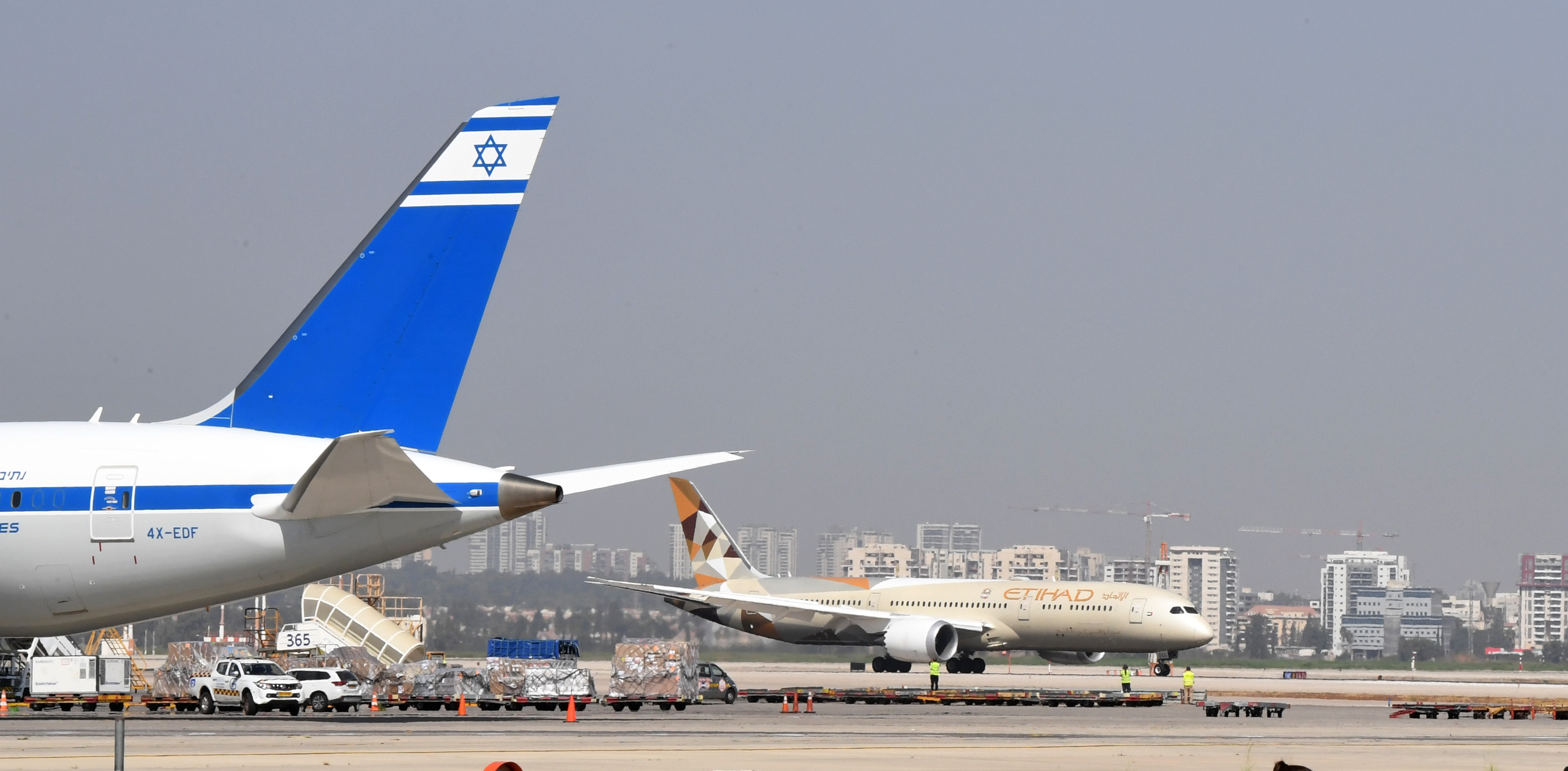
Ein Flugzeug der emiratischen Fluggesellschaft Etihad Airways am 20. Oktober 2020 auf dem Flughafen Ben Gurion in Israel.

Direktflüge vom internationalen Flughafen Abu Dhabi zum Flughafen Ben Gurion waren auch Bestandteil des Abkommens. Die israelische Fluggesellschaft Israir gab bekannt, dass sie den Antrag für eine Landeerlaubnis in den VAE und für eine Erlaubnis zum Direktflug zwischen Tel Aviv und Abu Dhabi gestellt hat. Die Medien berichten, dass Flüge vor Ende 2020 beginnen können. Am 31. August 2020 flogen US-amerikanische und israelische Beamte von Tel Aviv nach Abu Dhabi, erstmals durch den Luftraum von Saudi-Arabien, obwohl Israel noch keine offiziellen Beziehungen zu Saudi-Arabien unterhielt. US-amerikanische und die israelische Delegation trafen sich vom 31. August bis 1. September mit Vertretern der VAE in der Hauptstadt Abu Dhabi, um die Einzelheiten des Abraham-Abkommens zu erarbeiten – den Vertrag zur Normalisierung der Beziehungen zwischen Israel und den VAE.
Am 2. September 2020 wurde berichtet, dass Saudi-Arabien einen Antrag der VAE angenommen hat, „durch den saudi-arabischen Luftraum in die VAE fliegen zu können um von den VAE aus in alle Länder reisen zu können“.

### Internet
Die Beschränkungen für israelische Websites wurden am 16. August 2020 in den VAE aufgehoben.

### Telefon
Anwar bin Mohammed Gargasch und der israelische Außenminister Gabi Aschkenasi etablierten am 16. August 2020 eine Telefonverbindung zwischen den VAE und Israel.

### Finanzen
Die Zentralbank der Vereinigten Arabischen Emirate und das israelische Finanzministerium vereinbarten, dass ein gemeinsamer Ausschuss eingerichtet werden soll, um Investitionen zu fördern.

### Rüstungsabkommen über Kampfflugzeuge und Militär-Drohnen
Arutz Sheva berichtete, dass der Friedensvertrag auch den Versand von F-35-Kampfflugzeugen von Lockheed Martin an die VAE beinhalte. Die USA sollen nach einem Bericht von Ynetnews im Rahmen einer Geheimklausel im Abkommen F-35-Jets an die VAE verkaufen. Der Verkauf fortschrittlicher Waffensysteme an die VAE, wäre eine Voraussetzung für den Vertragsabschluss gewesen, die die VAE stellten. Die USA hatten nach dem Jom-Kippur-Krieg von 1973 zugesichert, dass ohne Israels Zustimmung kein Verkauf fortschrittlicher Waffensysteme an ein anderes Land im Nahen Osten erfolgen würde. Diese Garantie wurde bis zum VAE-Israel-Deal vom 13. August 2020 eingehalten. Israel bestreitet, dass diese Geheimklausel besteht. Auch Reaper-Drohnen von General Atomics sowie das Kampfflugzeug EA-18G Growler von Boeing sollten geliefert werden.

### Israel-Boykott
Nach der Unabhängigkeitserklärung des Staates Israel im Jahre 1948 erklärte die Arabische Liga Israel zu ihrem Feind, auch nachdem die direkten Kampfhandlungen des Unabhängigkeitskriegs beendet waren. Alle arabischen Staaten verweigerten Israel diplomatische Anerkennung und beteiligten sich in der Folgezeit am Boykott Israels durch die Arabische Liga mit dem Ziel, Israel wirtschaftlich zu vernichten. 1972 traten entsprechende Boykottgesetze gegen Israel in Kraft. Erst in den 1990er Jahren beschloss der Golf-Kooperationsrat Lockerungen des Boykotts, sodass Geschäftsbeziehungen mit Staaten und Unternehmen wieder zugelassen wurden, welche zugleich mit Israel Geschäftsbeziehungen unterhielten. Der direkte Boykott von Israel blieb seitens der Vereinigten Arabischen Emirate allerdings weiterhin in Kraft: Dies betraf diplomatische Anerkennung, Handel, Kooperation und alle weiteren Beziehungen mit israelischen Unternehmen und Institutionen.
Anlässlich der seit längerem einvernehmlich geplanten Teilnahme Israels an der Weltausstellung Expo 2020 in Dubai in den VAE erklärte Anwar bin Mohammed Gargasch im April 2019: „Vor vielen, vielen Jahren gab es eine arabische Entscheidung, keinen Kontakt zu Israel zu haben. Das war im Rückblick eine sehr, sehr falsche Entscheidung.“
Nach Berichten der staatlichen Nachrichtenagentur WAM berichtete am 29. August 2020 der Präsident der Emirate, Chalifa bin Zayid Al Nahyan, ein Dekret zur Aufhebung des Israel-Boykotts erlassen. Handel und Beziehungen seien jetzt erlaubt.

### Freihandelszone
Der Diamanthandel Israels hatte damit Zugang zu den Freihandelszonen der VAE. In den VAE waren 45 Freihandelszonen aktiv. Folgende Vorteile gibt es für israelische Investoren, Unternehmensgründer und Anleger in den VAE:
- Steuerfreiheit
- 100%iges Eigentum des Unternehmens (Außerhalb der Freizone müssten israelische Investoren einen lokalen Sponsor beauftragen)
- Bankkonten können im Namen eines Unternehmens eröffnet werden
- Angemessene Verlängerungsgebühren
- 100 % Steuerbefreiungen für Import und Export
- 100 % Rückführung von Gewinn und Kapital
- Keine Einkommenssteuer

## Reaktionen

Abkommen VAE & Israel
pro Abkommen
contra Abkommen
neutral
bisher keine öffentl. Äußerungen

### Israel

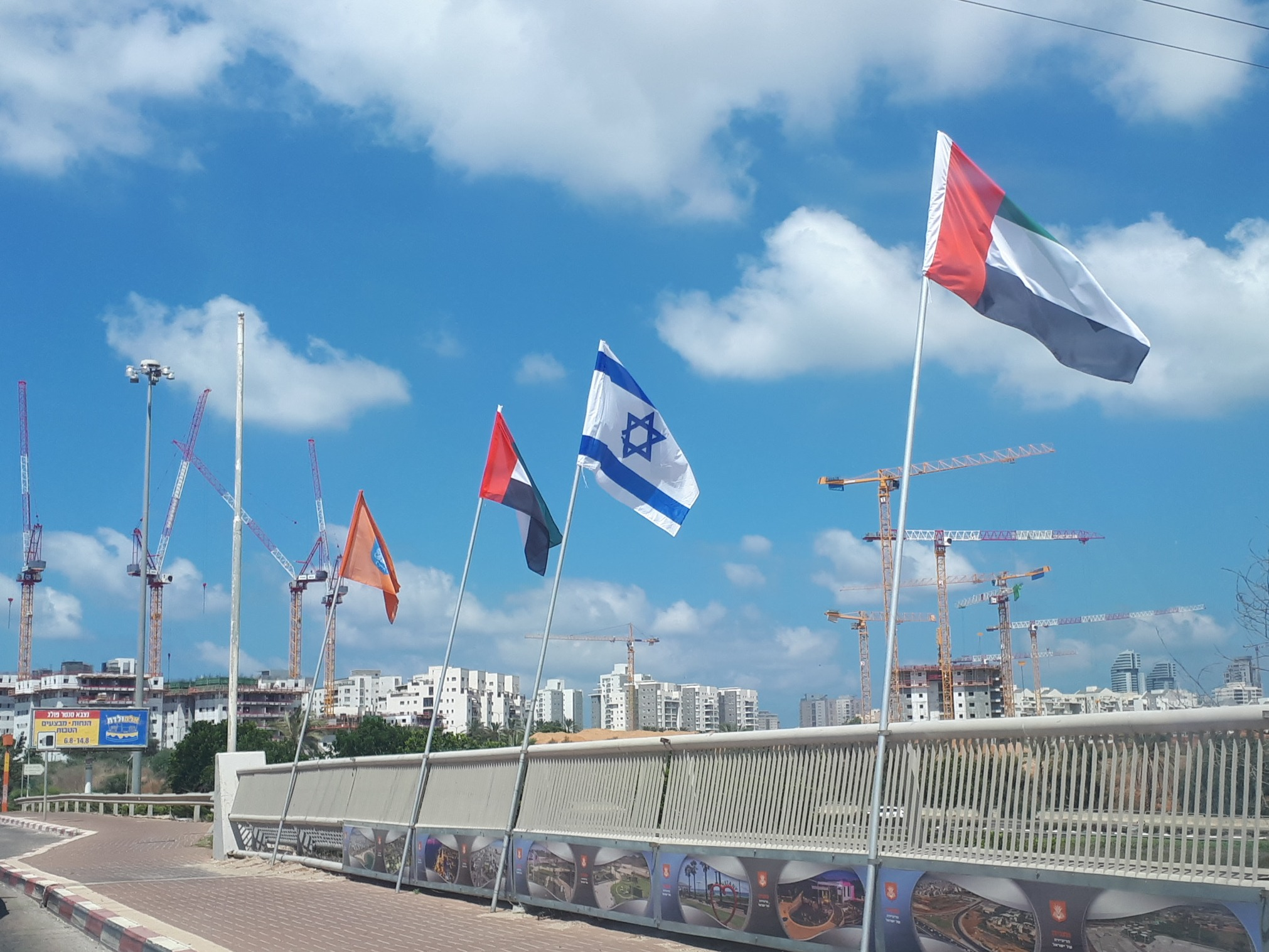
Flaggen Israels und der Vereinigten Arabischen Emirate auf der Friedensbrücke in Israel.

In Netanja wurden anlässlich des Abkommens die Flaggen Israels und der VAE zusammen mit der Flagge der Stadt Netanja auf der Friedensbrücke gehisst. Das Rathaus von Tel Aviv wurde am Abend des 13. August in den Farben der Flagge der Vereinigten Arabischen Emirate beleuchtet. Auf der Boeing 737 der israelischen Fluggesellschaft El Al wurde anlässlich eines Direktfluges von Tel Aviv nach Abu Dhabi am 31. August 2020, die Inschrift »Salam (arabisch سلام), Peace, Schalom (hebräisch שלום)« angebracht. Frieden auf Arabisch, Englisch und Hebräisch.

### Palästinensische Vertreter
Die palästinensischen Gruppen kritisierten das Abkommen zwischen Israel und den VAE scharf und erklärten, es diene der palästinensischen Sache nicht und ignoriere die Rechte des palästinensischen Volkes.
Hanan Aschrawi, Sprecherin der Palästinensischen Befreiungsorganisation (PLO), sparte nicht mit Kritik am Abkommen und meinte, die VAE hätten nun „ihre geheimen Geschäfte offengelegt“. Die linksnationalistisch-antizionistische Fatah beschuldigte die VAE, „ihre nationalen, religiösen und humanitären Pflichten“ gegenüber dem palästinensischen Volk zu vernachlässigen. Der Hamas-Sprecher Hazem Qassem schrieb in einer Erklärung: „Dieses Abkommen dient absolut nicht der palästinensischen Sache, sondern dem zionistischen Narrativ. Es ermutigt die Besatzungsmacht [Israel], die Rechte unseres palästinensischen Volkes weiterhin zu missachten und sogar ihre Verbrechen gegen unser Volk fortzusetzen“. Mohammed Schtajjeh,
der von 2019 bis 2024 Premierminister des Staates Palästina und der Palästinensischen Autonomiebehörde war, erklärte, dass das Abkommen eine „offensichtliche Verletzung der Arabischen Friedensinitiative“ von 2002 darstelle.

### Vereinigte Staaten
Kelly Craft, US-Botschafterin bei der UNO, pries die Ankündigung als Riesengewinn nicht nur für Donald Trump, sondern für die Welt. Sie fügte hinzu, die Staaten im Nahen Osten würden die Notwendigkeit einsehen, sich gegen den Iran zu stellen, da dessen Regime der wichtigste staatliche Sponsor des Terrorismus sei.

### Kuwait
Aus Kuwait lehnten 30 Nichtregierungsorganisationen den Vertrag zwischen Israel und den VAE ab.

### Jemen
Die Regierung des Jemen sprach sich gegen das Abkommen aus und erklärt, sie werde die „palästinensische Sache weiterhin unterstützen“.

### Türkei
Das türkische Außenministerium unter Mevlüt Çavuşoğlu verurteilte das Abkommen mit der Begründung, dass es eine Verletzung der Arabischen Friedensinitiative von 2002 darstelle. Das Verhalten der VAE sei „heuchlerisch“ und die Zurückweisung des Abkommens durch die Palästinenser sei „korrekt“.

### Iran
Die gleichgeschaltete iranische Nachrichtenagentur Tasnim News Agency bezeichnete die Vereinbarung zwischen Israel und den VAE als „schändlich“. Das iranische Außenministerium verurteilte das Abkommen als „strategische Dummheit“ der VAE und Israels und sprach von einem „Dolchstoß für Muslime“.

### Tunesien
Das tunesische Parlament verurteilte das Abkommen zwischen den VAE und Israel zur Normalisierung der Beziehungen, das eine Verletzung der „Rechte des palästinensischen Volkes“ darstelle.

### Libyen
Mohamed Amari Zayed, Mitglied des im Dezember 2015 durch den UNO-Sicherheitsrat gebildeten libyschen Präsidentenrates, erklärte gegenüber al Jazeera-TV, das Abkommen sei ein Verrat der VAE, der nicht überrasche. Angesichts der destruktiven Rolle der VAE in Libyen, Syrien und dem Jemen sei er eine natürliche Folge des gegen Katar, Palästina und die unabhängigen Nationen der Region verhängten Embargos: „Die jüngsten Verluste der islamischen Umma infolge dieser Politik der VAE sind weit höher als die Opfer und Vertreibungen des zionistischen Regimes in den letzten 50 Jahren.“

### Südafrika
Die südafrikanische Regierung bedauerte, dass das VAE-Israel-Abkommen über „das Schicksal des palästinensischen Volkes“ entscheide, „ohne dieses gefragt zu haben“. Mehrere pro-palästinensische Aktivisten in Südafrika verurteilten das Abkommen und bezeichneten es als „Dolchstoß in den Rücken des palästinensischen Volkes“, so Muhammed Desai von der Aktivistenorganisation Africa4Palestine gegenüber der Anadolu Ajansı.